# Карън Сучак
Карън Сучак (на английски: Karan Suchak) е индийски телевизионен актьор, най-известен от ролята му като Шакхар Гупта в сериала „Завинаги свързани“.